# مهدی نصیری
مهدی نصیری للردی (زادهٔ ۱ مهر ۱۳۴۲) روزنامه‌نگار و نویسنده اهل ایران است که سردبیری نشریهٔ سمات را به عهده دارد. وی پیشتر سردبیر و مدیر مسوول هفته‌نامه صبح و روزنامه کیهان بود.
وی به همراه یوسفعلی میرشکاک از آغازگران خط مشی تندرو در روزنامه کیهان بود که بعدها توسط حسین شریعتمداری ادامه یافت. همین عملکرد او در نشریه صبح نیز ادامه یافت. نصیری از اوایل دهه ۱۳۹۰ به بیان دیدگاه‌های منتقد ولایت فقیه پرداخته است.

## زندگی
مهدی نصیری للردی در ۱ مهر ۱۳۴۲ در شهرستان دامغان زاده شد. پدرش شیخ گل‌محمد نصیری للردی اهل مازندران و مادرش خدیجه سادات ترابی اهل دامغان بود. سه خواهر و یک برادر پیش از او و یک برادر و یک خواهر دیگر هم پس از او به دنیا آمدند.
پدرش در نوجوانی، تحصیل حوزوی را در حوزه علمیه شهرستان کوهستان آغاز کرد و به توصیه پزشک که باید از محیط مرطوب مازندران خارج شود، برای ادامه تحصیل به دامغان رفت و در همین شهر ازدواج کرد. او سپس به حوزه مشهد رفت کرد و پس از یک سال تحصیل، در سال ۱۳۳۳ به نجف رفت. پس از اخذ درجه اجتهاد از آیت‌الله موسوی بجنوردی در سال ۱۳۴۱ به دامغان بازگشت و مدیریت حوزه و اقامه نماز جماعت را تا سال ۱۳۶۰ که درگذشت، بر عهده گرفت. پدرش موافق حکمرانی روحانیت نبود و آنان را ناتوان از این کار می‌دانست.
وی تحصیلات حوزوی را از سال ۱۳۵۵ در حوزه علمیه دامغان نزد پدر (که خود تحصیل کرده حوزه علمیه نجف بود و به مقام اجتهاد رسیده بود) و دیگر عالمان آن حوزه آغاز کرد. در سال ۱۳۵۸ برای ادامه تحصیل عازم حوزه علمیه قم شد و تا سال ۱۳۶۶ دروس سطح حوزه را ادامه داد و هم‌زمان در مدرسه علمیه رسالت به تدریس دروس ادبیات و منطق پرداخت. در سال ۱۳۶۵ همکاری با مؤسسه کیهان در قم را آغاز و یک سال بعد برای ادامه همکاری به تهران رفت. او به عنوان دبیر سرویس مقالات روزنامه کیهان کار مطبوعاتی را ادامه داد و مقالات متعددی در زمینه مسایل سیاسی و فرهنگی روز نوشت.
نصیری به گفته‌اش مقاله‌ای برای زن روز نوشته بود. او در جوانی و اوایل انقلاب، تابستان را در کانون‌های فرهنگی دامغان در کار نوشتن جزوات سپری می‌کرد. در سال ۱۳۶۷ از سوی سیدمحمد اصغری سرپرست وقت مؤسسه کیهان و موافقت سیدمحمد خاتمی نماینده وقت سیدروح‌الله خمینی در مؤسسه کیهان، سردبیری روزنامه کیهان در ۲۵ سالگی به وی محول و در سال ۱۳۷۰ با دستور سیدعلی خامنه‌ای به عنوان مدیر مسوول روزنامه کیهان منصوب شد. پس از انتصاب حسین شریعتمداری به عنوان نماینده ولی فقیه در کیهان در سال ۱۳۷۳ نصیری از مدیرمسوولی و سردبیری کیهان استعفا داد. در همین سال‌ها با آغاز درس خارج فقه خامنه‌ای به مدت دو سال در این درس شرکت کرد. در نیمه سال ۱۳۷۴ به همکاری با مؤسسه کیهان پایان داد و در اسفند همان سال نشریه سیاسی فرهنگی صبح را منتشر کرد. او خط مشی تندرو در کیهان را با همکاری کسانی چون مسعود ده‌نمکی در این نشریه ادامه داد. حیات این نشریه تا سال ۱۳۷۸ ادامه یافت. نصیری در این سال به قم برگشت و درس خارج اصول و فقه را ادامه داد. وی در سال ۱۳۸۰ به معاونت سیاسی شورای سیاستگذاری ائمه جمعه سراسر کشور منصوب و تا سال ۱۳۸۴ در این سمت فعالیت کرد. در سال ۱۳۸۴ به عنوان معاونت فرهنگی دفتر نمایندگی رهبر ایران در کشور امارات به آنجا رفت و سال ۱۳۸۸ با پایان مأموریت به ایران بازگشت.
مهدی نصیری همچنین انتشار ماهنامه سیاحت غرب برای مرکز پژوهش‌های اسلامی صدا و سیما در قم را در کارنامه مطبوعاتی خود دارد. مدیریت مسئول انتشارات کتاب صبح که عمدتاً به انتشار آثاری در زمینه غرب‌شناسی می‌پردازد نیز با مهدی نصیری است. صاحب امتیازی و مدیریت مسوول فصلنامه سمات از جمله فعالیت مطبوعاتی وی است.
نصیری علاوه بر نگارش مقاله و گفتگوی مطبوعاتی، چهار کتاب با عنوان‌های اسلام و تجدد، فلسفه از منظر قران و عترت، جایگاه اجتماعی زن از منظر اسلام، و آوینی و مدرنیته نوشته و منتشر کرده است.
سه کتاب «اسلام و تجدد»، «جایگاه اجتماعی زن از منظر اسلام» و «عصر حیرت»، نوشته مهدی نصیری، نماینده تندروی فکری او به‌شمار می‌رود.
نصیری از داوران جشنواره فیلم عمار بوده است.
در اواخر دهه ۱۳۹۰ رویکرد نصیری نسبت به شیوه حکمرانی حکومت ایران انتقادی‌تر شد. او گفت «کشتار آبان ۹۸ تکان شدیدی بر او وارد کرد و انتخابات مهندسی شده ریاست جمهوری سال ۱۴۰۰ باعث دورتر شدن او از جمهوری اسلامی شد.» او فرایند دگرگونی اندیشه‌های خود را در قالب «عصر حیرت» تعبیر کرده و در سال ۱۳۹۹ کتابی نیز به همین نام منتشر کرد. او در این کتاب تأکید می‌کند که در نبود حکومت امام دوازدهم شیعیان، عملاً امکان برپایی حکومت اسلامی و لوازم آن تا ۸۰ درصد مهیا نیست و به این دلیل «کسانی نمی‌توانند مدعی نمایندگی حقیقت و اسلام ناب شده و در صدد تحمیل عقیده و قرائت خود بر آیند و دست به قطبی‌سازی‌ها و مرزبندی‌های همراه با تکفیر و تفسیق و انحراف و التقاط بزنند». نصیری در اردیبهشت ۱۴۰۳ طرح گفت‌وگوی «تاجزاده-شاهزاده» را برای نزدیکی دو طیف متضاد مخالفان حکومت ایران یعنی مشروطه‌خواهان و جمهوری‌خواهان و عبور مسالمت‌آمیز از حکومت ایران ارائه داد.

## دیدگاه‌ها
به گفته خود، پدرش از تحصیل کردگان حوزه نجف و تحت تأثیر مباحث ضد فلسفی میرزا مهدی اصفهانی بود و مهدی نصیری نیز از اوایل طلبگی در این زمینه از پدر متأثر بود. وی فلسفه را مبتنی بر فهم خودبنیادی می‌داند و نه خدابنیادی و آن را مخالف شرع قلمداد می‌کند. او مناظره‌هایی با عنوان «نقد فلسفه و عرفان» با احمد رهدارو محسن غرویان داشته که یکی از این مناظره‌ها ۲۰ مهر ۱۳۹۰ از برنامه زاویه پخش شد. دغدغهٔ فکری نصیریِ متاخر، امکانپذیری تشکیل حکومت اسلامی در عصر غیبت و دوران سیطرهٔ مدرنیته است. دغدغه‌ای که در جدیدترین کتاب وی با نام عصر حیرت دنبال شده است.

### حمایت از اعتراضات آبان ۱۳۹۸
نصیری یکی از کسانی بود که در آبان ۹۸ اعلام موضع کرد و معتقد بود که بسیاری از کشته‌شدگان از خانواده‌های مستضعف و جوان بودند که به دلیل به ستوه آمدن از فقر و فلاکت به خیابان ریختند. نصیری بارها تأکید کرد که هیچ فرد منافق و از خارج آمده‌ای در میان معترضان نبود و همگی آن‌ها جزو مردم عادی بودند. او اعتراضات آبان ۹۸ را با جنبش جلیقه‌زردها در فرانسه مقایسه کرد و گفت: «آبان ماه ۹۸ را که در مدت سه روز تظاهرات انجام شد، مقایسه کنید با تلفات ماه‌ها تظاهرات جلیقه زردها در فرانسه که بعضاً با تخریب و آتش زدن اموال عمومی نیز همراه بود و کار یگان ویژه هم نبود. اما آمار کشته‌ها فقط ده نفر بود. چرا؟ چون فرانسه نظام پدر سوخته! غربی است و ما نظام اسلامی مبتنی بر ولایت فقیه هستیم.»

### حاکمیت ایدئولوژیک
نصیری در رابطه با حاکمیت تمامیت‌خواه و ایدئولوژیک جمهوری اسلامی در مناظره ای گفت: «ما یک نظام دشمن‌محور تأسیس کرده‌ایم و عمدتاً در پی خلق دشمن هستیم. باید در اولین فرصت ممکن برجام را دریابیم چون هر چه تعلل بیشتر باشد خسارت ما بیشتر خواهد بود. وقتی سیاست ایدئولوژیک می‌شود و از مدار عقلانیت خارج می‌شود وضع می‌شود آنچه که امروز می‌بینیم. ما نه تنها اعتماد آمریکا بلکه باید اعتماد چینی‌ها را جلب کنیم.»

### حاکمیت دینی
او در اسفند ۱۳۹۸ در گفت‌وگوی با مجله عصر اندیشه در باب حاکمیت دینی گفت: «شرط اول تحقق حکومت دینی این است که فقیه واجد شرایط با پشتیبانی مردم و نه مثلاً با کودتا در راس قرار گیرد. بحث جدیدی هم پیش آمده و آن سیطره مدرنیته بر جهان در دو، سه قرن اخیر است که این تمدن در ابعاد مختلف تعارضی اساسی با ارزش‌ها و مبانی دینی دارد و تأثیرات بسیار گسترده‌ای هم بر کل دنیا و عرصه جامعه ما گذاشته و این سیطره خودش موانع بسیاری بر سر راه تحقق آرمان‌های دینی ایجاد کرده است. مثال واضح و روشن آن این است که ما در شریعت معتقدیم ربا حرام است اما شما وقتی می‌خواهید در بستر اقتصاد مدرن آن را اجرا کنید، با مانع جدی روبه‌رو هستید زیرا اساساً به نظر بسیاری از کارشناسان اقتصادی، قوام و اساس بانکداری مدرن بر ربا استوار شده است و بدون ربا چرخ آن نخواهد چرخید. دلیل اینکه چهل سال است که ما از بانکداری اسلامی می‌گوییم و توفیقی کسب نکرده‌ایم، این است؛ یعنی بانکداری مدرن یک مانعیت جدی ماهوی و ذاتی برای حذف ربا دارد ولی متأسفانه کارشناسان به این توجه نمی‌کنند. در چنین شرایطی وظیفه جمهوری اسلامی این نیست که به هر شکلی شده باید احکام دینی را اجرا کند؛ باید با ارزیابی‌های دقیق و کارشناسی حرکت کرد و هرجا که مسئله روشن و حکم دین برقرار بود و با مانع جدی هم مواجه نشد و همراهی مردم با نظام بود، نظام آن حکم را اجرا می‌کند ولی هرجایی که نظام با موانع تمدنی یا مقاومت‌های مردمی و فشارهای جهانی مواجه بود که چاره‌ناپذیر است، تکلیفی به پیگیری و تحقق آن حکم ندارد و می‌تواند به روال عرفی عمل کند. اساساً عبور از جمهوریت به نفع اسلامیت اغلب معنی ندارد. شما اگر از مردم بگذرید و بپندارید با این مسئله می‌خواهید به دین کمک کنید، از اساس غلط است. ما باید در موضوع دینی کردن جامعه و تمدن‌سازی دینی سنجیده و حساب‌شده برخورد کنیم نه فارغ از واقعیت‌های موجود و جاری در جامعه. از این جهت ما با اشکالات جدی مواجهیم و فاقد زمان‌شناسی درست هستیم.»

### دوقطبی‌سازی حکومت در جامعه
نصیری در باب دوقطبی‌سازی حاکمیت و درگیری بین اقشار جامعه در برنامه زاویه گفت: «ما از آغاز تا به امروز دوقطبی‌هایی چون متدین و غیرمتدین یا انقلابی و غیرانقلابی یا حزب‌اللهی و غیرحزب‌اللهی و باحجاب و بدحجاب و امثال این‌ها درست کردیم که در مقام حاکمیت و حکمرانی نباید و حق نداریم چنین دوقطبی‌هایی انجام دهیم. همه مردم و شهروندان با هر گرایش و سلیقه و ظاهری تا زمانی که قوانین رسمی نظام را زیرپا نگذاشته و برای اصل امنیت کشور و نیز حقوق دیگران مشکل ایجاد نکرده‌اند و دست به سلاح نبرده‌اند و در جهت براندازی گام برنداشته‌اند، باید مورد احترام باشند و حقوق شهروندی و مدنی آنان حفظ و مراعات شود.»

### دولت سیزدهم و فقر پروری
مهدی نصیری در دومین سال فعالیت دولت سیزدهم در یادداشتی نوشت: «در آغاز پیروزی انقلاب یکی از نزاع‌های ایدئولوژیک بین اسلام و مارکسیسم این بود که آیا اقتصاد زیربناست یا روبنا؟ مارکسیستها اقتصاد را زیربنا و انقلابیون مسلمان اغلب آن را روبنا می‌دانستند و از اهمیت و برتری فرهنگ و سیاست و اخلاق و معنویت بر اقتصاد سخن می‌گفتند. اکنون با این مقدمات، معلوم نیست چرا جمهوری اسلامی، امر رشد و پیشرفت مادی و اقتصادی جامعه ایران را از اولویت خود خارج کرده و سیاست خارجی دشمن بنیاد و ستیزه گر با بخش اعظم و پیشرفته دنیا را چنان نصب العین خود قرار داده که جامعه بالقوه ثروتمند ایران را به جامعه ای فقرزده و با ده‌ها میلیون جمعیت زیر خط فقر تبدیل کرده است و در سیاست داخلی نیز با پرداختن بعضاً افراطی یا نمایشی به شعائر و مناسک دینی یا جبهه ای و دفاعی، سعی در راضی و در صحنه نگهداشتن اقلیتی دارد که حامیان پروپا قرص نظام به‌شمار می‌روند. البته در این میان نباید از این نکته غافل شد که بسیاری از نظریه پردازان و سرداران و روحانیان و مدافعان چنین سیاست داخلی و خارجی ای خود غرق در مواهب مادی و دنیایی بوده و لحظه ای از ارتقای داشته‌ها و ذخائر و ثروت مادی خود غافل نیستند. گویا دیگر حفظ ایمان و اعتقادات دینی مردم، دغدغه روحانیون حاکم نیست و نهایتاً تنها به حفظ اعتقاداتی می‌اندیشند که برساخته قدرت و اغلب از مصادیق بدعت است، اما سؤال این است که آیا نباید اندکی هم به تحکیم انسجام و اتحاد ملی و حفظ ایران و این آب و خاک که در معرض انواع تهدیدها قرار گرفته بیاندیشند.»

### حجاب اجباری
مهدی نصیری از مخالفان حجاب اجباری است. وی در گفت و گو خود با اعتماد آنلاین گفت: «جرم دانستن بی‌حجابی و تعیین انواع مجازات برای آن، پیشاپیش پروژه ای شکست خورده است و می‌تواند منجر به حوادثی دیگر و شاید بدتر شود. مصلحت دین، جمهوری اسلامی و جامعه، حجاب الزامی و گشت ارشاد نیست. اینکه باز متدینین ما و حکومت دینی ما تمام مسئله آرامش را روی این مسئله برده است یک بدفهمی و سوءفهم از دین است. اگر بخواهیم برای آرامش از مبنای دین شروع کنیم اولین عامل آرامش این است که در جامعه فقر نباشد و جامعه از فقر و فلاکت نجات پیدا کند و عدالت در جامعه مستقر باشد. قسط وجود داشته باشد. اینها اولین گام‌هایی است که باید برای تحقق آرامش برداریم. اگر اینها وجود نداشته باشد هیچ آرامشی وجود ندارد. در جمهوری اسلامی متأسفانه سیاست‌ها سیاست‌های فقر و فلاکت آفرین در ابعاد مختلف است. حالا یا از ناکارآمدی یا سیاست‌های غلط که متدینان و متشرعان این مسایل را رها کرده‌اند و تمام مسئله را در حجاب می‌بینند.»

## بازداشت
نصیری در فروردین ۱۴۰۲ به دلیل شکایت حمید رسایی به شعبه چهارم دادگاه ویژه روحانیت قم فراخوانده شد. او همچنین به دلیل نوشتن برخی از مقالات از سوی سازمان اطلاعات سپاه پاسداران انقلاب اسلامی احضار شده بود.
نصیری در ۱۴ بهمن ۱۴۰۳ در محوطهٔ آرامگاه فردوسی، مشهد دستگیر و پس از ساعتی آزاد شد. به گفتهٔ همسرش فرشته مزینانی، علت این بازداشت صحبت‌های نصیری مبنی بر نقش رضاشاه در ساخت این آرامگاه بوده است. ایرنا، به نقل از یک مقام امنیتی استان خراسان نوشت: «مهدی نصیری امروز یکشنبه در آرامگاه فردوسی و در مکانی که فیلمبرداری ممنوع بوده، اقدام به فیلمبرداری کرده است.»
این خبرگزاری گفت که نصیری از پاک کردن فیلم خودداری کرده است و از سوی دادستانی تفهیم اتهام شده و در بازداشت موقت به سر می‌برد. سرپرست فرمانداری مشهد به خبرگزاری فارس گفت که «ایجاد گعده سیاسی و سردادن شعار و تصویربرداری از این اقدام» دلیل بازداشت او بود.